# De fik er in
De fik er in is het eerste officiële album van The Opposites. Daarvoor brachten ze een promo-cd uit getiteld Vuur Mixtape.
Het bevat een aantal nummers die ook stonden op Vuur Mixtape: Wat Staar Je, Wat Moet Je Van Mij, Ik Heb Geen Do en Fok Jou.

## Hitnotering
| Album met eventuele hitnotering(en) in de Nederlandse Album Top 100 | Datum van verschijnen | Datum van binnenkomst | Hoogste positie | Aantal weken | Opmerkingen |
| ------------------------------------------------------------------- | --------------------- | --------------------- | --------------- | ------------ | ----------- |
| De fik er in                                                        | 2005                  | 11-02-2006            | 81              | 10           |             |

## Tracklist
| Nr. | Titel                  | Lengte | Gastartiest   |
| --- | ---------------------- | ------ | ------------- |
| 1   | Wat Staar Je?!         | 3:49   |               |
| 2   | Fok Jou                | 2:52   |               |
| 3   | Je Kan Niks Doen       | 3:32   |               |
| 4   | Ik Heb Geen Do         | 3:14   |               |
| 5   | D'r Lekker Aan         | 2:10   |               |
| 6   | Het Zit Zo             | 3:52   |               |
| 7   | Drank Vannacht         | 3:30   | Aisha Echteld |
| 8   | Oew Oew                | 3:35   |               |
| 9   | Want Meisje            | 3:46   |               |
| 10  | Ik Ben een Nerd        | 3:28   |               |
| 11  | Geen Blad voor de Mond | 3:49   |               |
| 12  | Slaap                  | 3:33   |               |
| 13  | Wat Moet Je Van Mij?   | 3:40   |               |
| 14  | Ik Leef                | 4:13   |               |
| 15  | Jij Denkt              | 4:23   |               |
| 16  | Want Meisje (Remix)    | 3:42   |               |

## Muziekuitgaven
Cd's
| Druk    | Jaar | Drager     | Label                 |
| ------- | ---- | ---------- | --------------------- |
| 1e druk | 2005 | plastic cd | Top Notch / PIAS      |
| 2e druk | 2008 | plastic cd | Top Notch / Universal |

## Singles
De nummers Fok Jou en Slaap werden op single uitgebracht, waarvan Slaap het grootste succes was met een 4e plaats in de top 40.
| Single met eventuele hitnotering(en) in de Nederlandse Top 40 | Datum van verschijnen | Datum van binnenkomst | Hoogste positie | Aantal weken | Opmerkingen                      |
| ------------------------------------------------------------- | --------------------- | --------------------- | --------------- | ------------ | -------------------------------- |
| Fok Jou                                                       | 2005                  | 30-07-2005            | tip8            | -            | Nr. 80(2wk) in de Single Top 100 |
| Slaap / Oew Oew                                               | 2006                  | 25-02-2006            | 4               | 10           |                                  |

### Videoclips
-2005
- Fok Jou

-2006
- Oew Oew
- Slaap
- Je Kan Niks Doen

### Fok Jou
Fok Jou is de eerste single van The Opposites. Het gaat over de afkomst van de jongens. De single is afkomstig van het debuutalbum van The Opposites; De fik er in. In 2005 kwam de single fysiek in de winkel.
Hitnotering
| "Fok Jou" in de Nederlandse Top 40 | "Fok Jou" in de Nederlandse Top 40 | "Fok Jou" in de Nederlandse Top 40 | "Fok Jou" in de Nederlandse Top 40 | "Fok Jou" in de Nederlandse Top 40 | "Fok Jou" in de Nederlandse Top 40 | "Fok Jou" in de Nederlandse Top 40 | "Fok Jou" in de Nederlandse Top 40 | "Fok Jou" in de Nederlandse Top 40 |
| Week                               | 1                                  | 2                                  | 3                                  | 4                                  | 5                                  | 6                                  | 7                                  | 8                                  |
| ---------------------------------- | ---------------------------------- | ---------------------------------- | ---------------------------------- | ---------------------------------- | ---------------------------------- | ---------------------------------- | ---------------------------------- | ---------------------------------- |
| Nummer                             | Tip28                              | Tip22                              | Tip18                              | Tip16                              | Tip13                              | Tip10                              | Tip8                               | uit                                |

| "Aye" in de Nederlandse Single Top 100 - binnen: 27-08-2005 | "Aye" in de Nederlandse Single Top 100 - binnen: 27-08-2005 | "Aye" in de Nederlandse Single Top 100 - binnen: 27-08-2005 | "Aye" in de Nederlandse Single Top 100 - binnen: 27-08-2005 |
| Week                                                        | 1                                                           | 2                                                           | 3                                                           |
| ----------------------------------------------------------- | ----------------------------------------------------------- | ----------------------------------------------------------- | ----------------------------------------------------------- |
| Nummer                                                      | 95                                                          | 80                                                          | uit                                                         |

### Slaap/Oew Oew
De tweede single van The Opposites was het nummer Oew Oew. De single kwam samen met de derde single, Slaap, samengevoegd in de winkel. Slaap werd de eerste grote hit van The Opposites.

## Prijzen en nominaties
-Urban Awards
In 2006 werd The Opposites genomineerd voor de URBAN Awards.
Beste Album - De fik er in
-3Voor12 Awards
In 2006 werden The Opposites genomineerd voor de prijs voor het Beste Nederlandse Album met het album De fik er in. The Opposites hebben de prijs niet gewonnen.

### Nominaties
| Jaar | Prijs          | Categorie               | Muziek       |
| ---- | -------------- | ----------------------- | ------------ |
| 2006 | Urban Awards   | Beste Album             | De fik er in |
| 2006 | 3voor12 Awards | Beste Nederlandse Album | De fik er in |